# Zawyki-Ferma
Zawyki-Ferma – wieś w Polsce, położona w województwie podlaskim, w powiecie białostockim, w gminie Suraż. Leży nad Narwią.
W latach 1975–1998, miejscowość administracyjnie należała do województwa białostockiego.
Wierni kościoła rzymskokatolickiego należą do parafii Bożego Ciała w Surażu.